# Sidi Mérouane
Sidi Mérouane est une commune de la wilaya de Mila en Algérie.

## Géographie

### Localisation
La commune de Sidi Mérouane est localisée au nord-est de la wilaya de Mila à 12 km au nord de Mila.
| Terrai Bainen | Chigara       | Grarem Gouga |
| Terrai Bainen | Sidi Mérouane | Grarem Gouga |
| Zeghaia       | Mila          | Mila         |

### Relief, géologie, hydrographie
La commune de Sidi Mérouane se trouve sur une plaine en légère pente sud-nord. Elle est bordée nord en arc-de-cercle par le barrage de Beni Haroun, qui lui donne un aspect de presqu'île.

### Transports
Sidi Mérouane n'est traversée que par la RN79A qui relie Mila à Grarem. Il faut emprunter le CW52 pour rejoindre le chef-lieu de la commune.

### Villages, hameaux et lieux-dits
L'Agglomération chef-lieu est le village de Sidi Mérouane, il existe trois agglomérations secondaires, Zaouia, Ferdoua et Ras El Bir.
Hameaux : Mechtat Mokhnache, Mechtat Khank Toub, Mechtat Ain Souaada, Mechtat Boudeb, Mechtat Benzaid

## Histoire
Le village colonial a été fondé en 1874 par dix familles corses originaires de Cargèse. Le village de Cargèse elle-même a été fondé par des refugees Grecs.
Sidi Mérouane devient une commune de plein exercice le 23 novembre 1880. Elle est intégrée à celle de Grarem en 1963 avant d'être recréée en 1984.

## Démographie
| 1884 | 1892 | 1897 | 1902 | 1987   | 1998   | 2008   |
| ---- | ---- | ---- | ---- | ------ | ------ | ------ |
| 660  | 396  | 820  | 286  | 14 648 | 20 018 | 23 088 |

Populations des différentes agglomérations en 1987 : Sidi Mérouane, 9 162 hab.
Populations des différentes agglomérations en 1998 : Sidi Mérouane, 12 790 hab. ; Ras El Bir, 2 307 hab. ; Ferdoua, 1 799 hab. ; Zaouia, 1 332 hab.
Populations des différentes agglomérations en 2008 : Sidi Mérouane, 15 692 hab.

## Économie
Commune à vocation agricole, Sidi Mérouane n'a aucune activité industrielle. Une station d'épuration d'une capacité de 20 657 m³ par jour a été inaugurée en 2009.